# Ґінкго дволопатеве (Тернопільська область)
Гі́нкго дволопа́теве — ботанічна пам'ятка природи місцевого значення в Україні. Розташована в місті Заліщиках Тернопільської області, на вул. Ольжича, 3а, на території школи № 2.
Площа — 0,02 га. Статус надано рішенням виконавчого комітету Тернопільської обласної ради від 20 грудня 1968 р. № 870. Перебуває у віданні Заліщицької загальноосвітньої школи № 2.
Під охороною – Гінкго дволопатеве віком 150 р. та діаметром 102 см.